# Мапат Лопез де Затараин
Мапат Л. де Затараин (шп. Mapat L. de Zatarain) мексичка је телевизијска продуценткиња продукцијске куће Телевиса.

## Као извршни продуцент
| Година:      | Српски наслов:   | Оригинални наслов: | Главне улоге:                                                       |
| ------------ | ---------------- | ------------------ | ------------------------------------------------------------------- |
| 2015 - 2016. | /                |                    | Телма Мадригал и Пабло Лајле                                        |
| 2014.        | /                |                    | Мишел Ренауд и Пабло Лајле                                          |
| 2012 - 2013. | /                |                    | Аријадне Дијаз и Хосе Рон                                           |
| 2011.        | /                |                    | Лаура Кармајн и Едуардо Сантамарина Алесандра Росалдо и Ерик Елијас |
| 2008 - 2009. | Заувек заљубљени |                    | Ана Бренда и Хосе Рон                                               |
| 2007.        | /                |                    | Едуардо Сантамарина и Мајрин Виљануева                              |
| 2004.        | /                |                    | Лаура Флорес и Рене Стриклер                                        |
| 2003.        | /                |                    | Игнасио Лопез Тарсо и Сантијаго Мирабент                            |
| 2001.        | /                |                    | Нора Салинас и Рене Леванд                                          |
| 1999.        | /                |                    | Наталија Есперон и Енрике Ибањез                                    |
| 1998.        | /                |                    | Вероника Мерчант и Гиљермо Капетиљо                                 |
| 1996 - 1997. | /                |                    | Вероника Мерчант и Данијела Лухан                                   |

## Сценаристкиња
| Година: | Оригинални наслов: |
| ------- | ------------------ |
| 1988.   |                    |
| 1987.   |                    |
| 1986.   |                    |
| 1985.   |                    |
| 1984.   |                    |
| 1983.   |                    |

## Комични програми
| Година:    | Српски наслов: |
| ---------- | -------------- |
| 1993-1995. |                |

## Као глумица
| Година: | Српски наслов: | Оригинални наслов: | Главне улоге: |
| ------- | -------------- | ------------------ | ------------- |
| 2007.   | /              |                    | МаПат         |
| 1987.   | /              |                    | /             |

## Награде
| Година: | Категорија:        | Теленовела: | Резултат:  |
| ------- | ------------------ | ----------- | ---------- |
| 2008.   | Најбоља теленовела |             | Номинована |